# NGC 1096
NGC 1096 este o galaxie spirală situată în constelația Orologiul. A fost descoperită în 3 octombrie 1836 de către John Herschel.